# Georgi Fingow
Georgi Dimitrow Fingow (auch Georgi Dimitrov Fingov, bulgarisch Георги Димитров Фингов; * 13. Mai 1874 in Kalofer, Osmanisches Reich, heute in Bulgarien; † 10. Januar 1944 in Sofia) war ein bulgarisch-österreichischer Architekt. Er starb während der Bombardierung von Sofia 1944. Georgi Fingow ist Vater des Architekten Dimitar Fingow. Georgi Fingow gilt als erster Vertreter der Secession und besonders der Wiener Secession in der bildenden Kunst Bulgariens.

## Leben
Geboren wurde Georgi Fingow in der im Balkangebirge gelegenen Stadt Kalofer in der Familie des Lehrers Dimitar Fingow. Kalofer war eines der Zentren der bulgarischen nationalen Wiedergeburt. Sein Vater war der Lehrer einiger der berühmtesten Persönlichkeiten dieser Epoche und war später auch mit ihnen befreundet: der Revolutionär Christo Botew und der Schriftsteller Iwan Wasow. Dimitar Fingow erhielt zusammen mit Rajko Schinsifow, Nikola Deliiwanow, Konstantin Stanischew, Georgi Stamenow, Andrej Stojanow und weitere ein Weiterbildungsstipendium des Bulgarischen Kuratoriums von Odessa und absolvierte zusammen mit ihnen das Theologische Seminar in Kiew und ein Studium der Philologie an der Historisch-Philologischen Fakultät der Moskauer Universität.
Nach dem Abschluss der Zellenschule in Kalofer besuchte Georgi ab 1888 das Knabengymnasium (heute Alexandrow-Gymnasium) in Plowdiw, das er 1892 mit Auszeichnung abschloss.

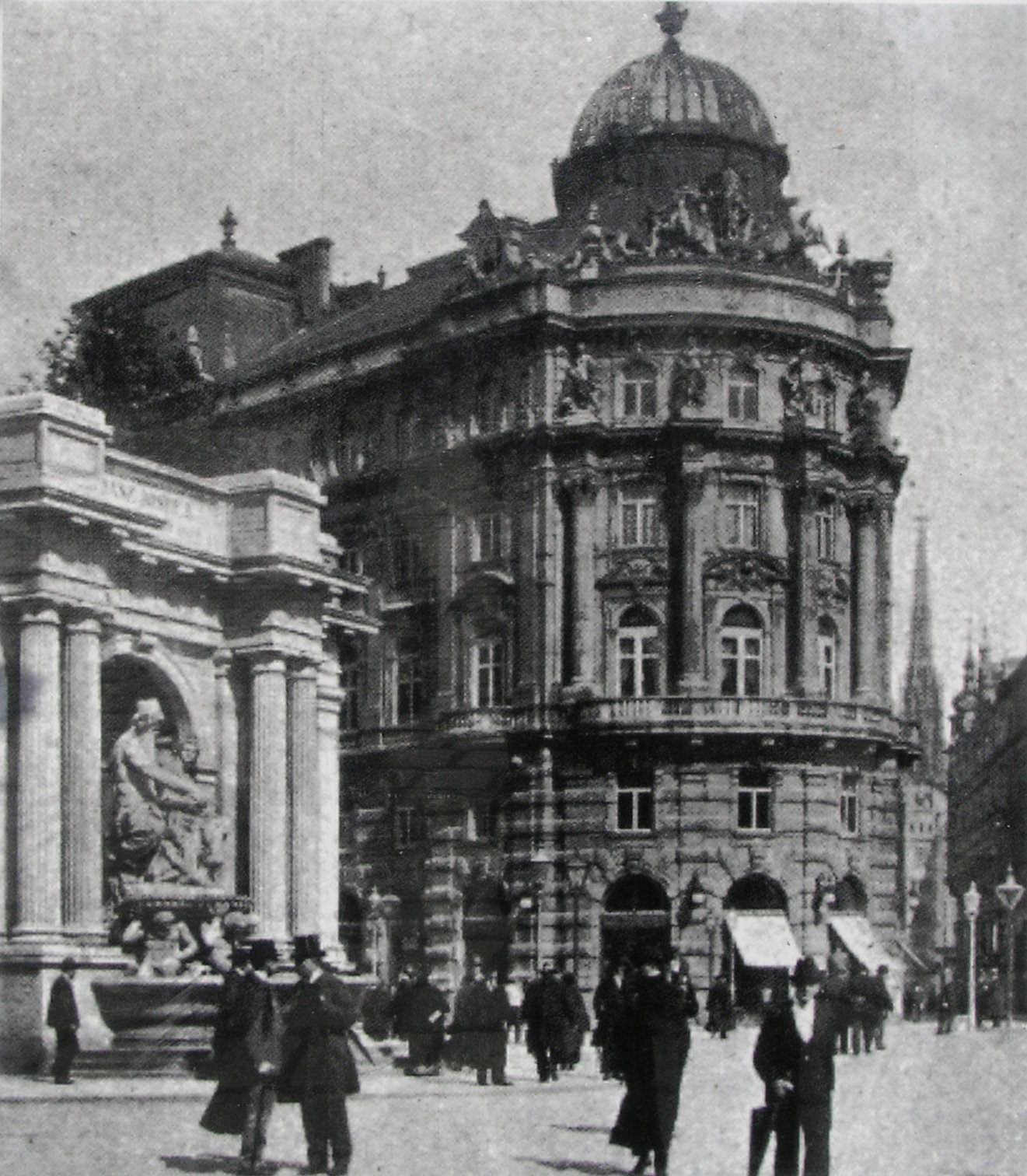
Der ehemalige Philipphof von Karl König

Noch im selben Jahr ging Georgi Fingow nach Wien, wo er an der Technischen Hochschule Architektur studierte. In Wien angekommen wurde er von Jurdan Milanow aufgenommen, der ebenfalls an der Hochschule Architektur studierte. Das Studium, das ihm bereits seine Kunstlehrer in der Schule, Anton Mitow und Iwan Angelow, nahegelegt hatten, absolvierte er 1898 ebenfalls mit Auszeichnung. Während seines Studiums war Fingow ab 1897 im Büro von Karl König beschäftigt. Dort entwarf er die Details für die Kuppel des Wiener Philipphofs (zerstört im Zweiten Weltkrieg). Im letzten Jahr seines Studiums war er Assistent am Lehrstuhl für Antike Architektur bei Karl Mayreder (Urheber der Stadtplanung von Köln und Salzburg). In dieser Zeit arbeitete Fingow auch im Mayreders Architekturbüro und im von ihm geleiteten Stadtregulierungsbüro beim Magistrat in Wien. So war Fingow am Bau der Wiener Karlskirche und an der Zeichnung diverser Regulationspläne beteiligt.
In Bulgarien zurückgekehrt, gründete Georgi Fingow im Plowdiw eigenes Architekturbüro. In der Zeit bis 1901 war er in einer Arbeitsgemeinschaft mit W. Walkowitsch tätig und danach als selbständiger Architekt. 1902 übersiedelte Fingow nach Sofia, wo er ab August als Abteilungsleiter für Architektur bei der Gemeinde Sofia eingestellt wurde. Gleichzeitig gründete er, mit dem ebenfalls aus Kalofer stammenden Architekten Kiril Maritschkow, ein gemeinsames Architekturbüro. Als 1908 Maritschkow zum Bürgermeister der bulgarischen Hauptstadt gewählt wurde, beendeten sie 1909 ihre Zusammenarbeit. Ab 1903 bis 1906 war Fingow als Abteilungsleiter für Bau und Erhaltung von Schlössern tätig im Ministerium für öffentliche Bauten, Straßen und Städtebau. Er war in dieser Funktion Nachfolger des Österreichers Friedrich Grünanger.
1907 verließ Fingow das Ministerium und wurde erneut selbständig; seine Stelle im Ministerium wurde von den Architekten Dimo Nitschew und Nikola Jurukow besetzt. 1910 studierte Fingow gemeinsam mit Jurukow im Auftrag des Unternehmers S. Slawow Technologien der Herstellung von Steinprodukten in Italien, Deutschland und Österreich-Ungarn. Mit Nitschew und Jurukow gründete Fingow 1911 das gemeinsame Architekturbüro Fingow, Nitschew und Jurukow (bulg. Фигов, Ничев и Юруков).
Zwischen 1912 und 1918 wurden alle drei in den Balkankriegen (1912/13) und im Ersten Weltkrieg eingezogen. Nach den Kriegen verließ Jurukow wegen zunehmender politischer Tätigkeit in den makedonischen Organisationen das gemeinsame Büro. Sein Nachfolger im Architekturbüro wurde G. Apostolow. Bis 1926 arbeitete Fingow mit Nitschew und Apostolow und bis 1938 erneut selbstständig.
Georgi Fingow starb am 10. Januar 1944 während der Bombardierung von Sofia im Zweiten Weltkrieg.

## Nachkommen
Georgi und seine Ehefrau Rajna hatten einen Sohn – Dimitar, der nach dem Vater von Georgi genannt wurde und ebenfalls Architekt wurde – sowie eine Tochter, Milka. Milka Fingowa studierte an der Universität München internationales Recht und heiratete den Musiker Prof. Siegfried Müller, der im Zweiten Weltkrieg in sowjetische Gefangenschaft geriet und dort starb. Deren Tochter Barbara ist eine der bekanntesten deutschen Übersetzerinnen aus der bulgarischen Sprache.

## Bekannte Werke
- Französische Mädchenschule (1898, heute theologisches Seminariat mit Walkowitsch) in Plowdiw
- Haus von Rimalowski (1899) in Plowdiw
- Haus von Najden Prangow (1900) in Plowdiw
- Evangelische Kirche (1901, Sachat Tepe) in Plowdiw
- Bäckerei Papadopoulos (1901) in Plowdiw
- Haus von Hariton Genadiew
- Haus von Petar Schischkow (1902, heute Gebäude der Gemeinde Kasanlak) in Kasanlak
- Berufsschule des Frauenvereins „Muttersorge“ (1901) in Plowdiw
- Verwaltungsgebäude der Handelsfirma „H. Gjokow“ (1901) in Plowdiw
- Zaun des Botanischen Gartens (1903) in Sofia
- Haus von Adolf Funk (1902, heute Versicherungsgesellschaft) in Sofia, Bulevard Dondukow
- Ausstellungspavillon für Marmorprodukte (1904, neben dem ehemaligen Finanzministerium, später abgetragen) in Sofia
- Zollamt und Hafenverwaltung (1905–1907 mit Kiril Maritschkow) in Burgas
- Haus von S. und W. Drenkowi (1905, heute Griechische Botschaft) in Sofia
- Haus von Generalmajor K. B. Petkow (1905) in Sofia, Str. Schipka 23
- Haus von Otto Derkens (1905, heute Europabank für Rekonstruktion und Entwicklung) in Sofia, Str. Moskowska 17
- Königliches Jagdschloss „Zarska Bistriza“ (1905) im Rila-Gebirge, in der Nähe von Borowez
- Pavillon in der fürstlichen Residenz (1905) in Kritschim
- Restaurant „Battenberg“ (1905 mit Maritschkow, zerstört während der Bombardierung von Sofia 1944) in Sofia
- Restaurierung des Klosters Hl. Dimitar (1906) in der königlichen Residenz Ewksinograd bei Warna
- Villa im Schloss Wrana (1906) in Sofia
- III. Knabengymnasium „Gladstone“ (1906, heute Schule Hl. Kiril und Method) in Sofia
- Berufsschule für Mädchen „Maria Louisa“ (1907, heute Museum des Innenministeriums) in Sofia, Str. Lawele 30
- Hotel Splended Palace (1907, heute Hotel) in Sofia, Str. Triadiza 5
- Deutsche Schule (1907 mit Maritschkow, heute Magistratsgebäude) in Sofia, Str. Paris 5
- Evangelische Kirche (1907 mit Maritschkow) in Sofia
- 18. Polytechnisches Gymnasium (1907 mit Maritschkow) in Sofia
- Krankenhaus des Roten Kreuzes (1907 mit Maritschkow, heute Teil des Unfallkrankenhauses) in Sofia
- Haus von General Paprikow (1907 mit Maritschkow) in Sofia
- Haus von Kap W. Lazarow (1907 mit Maritschkow) in Sofia
- Kulturhaus „Elena und Kiril Awramowi“ (1907 mit Maritschkow) in Swischtow
- Haus von Georgi Fingow (1907, die Kopf-Plastik am Eingang ist von Andrej Nikolow) in Sofia, Str. Schipka 38
- Direktion der Eisenbahnen (1908 mit Maritschkow) in Sofia, Str. 6. September/Gen. Gurko
- Haus von Elena Gorgas (1908 mit Maritschkow, heute Residenz des französischen Botschafters) in Sofia, Str. Oborischte 29
- Haus Fingow und Maritschkow (1909 mit Maritschkow, später abgetragen) in Sofia
- Haus für die Erben von Petko Slawejkow (1909 mit Maritschkow) in Sofia
- III. Progymnasium „Graf Ignatiew“ (1911–1912 mit Maritschkow) in Sofia
- Grundschule „Georgi Sawa Rakowski“ (1911–1912 mit Nitschew und Nikola Jurukow) in Sofia
- Bank von Sofia (1913 mit Nitschew und Jurukow, heute Zentralverwaltung der Staatlichen Sparkasse und der DSK Bank) in Sofia, Str. Moskowska 19

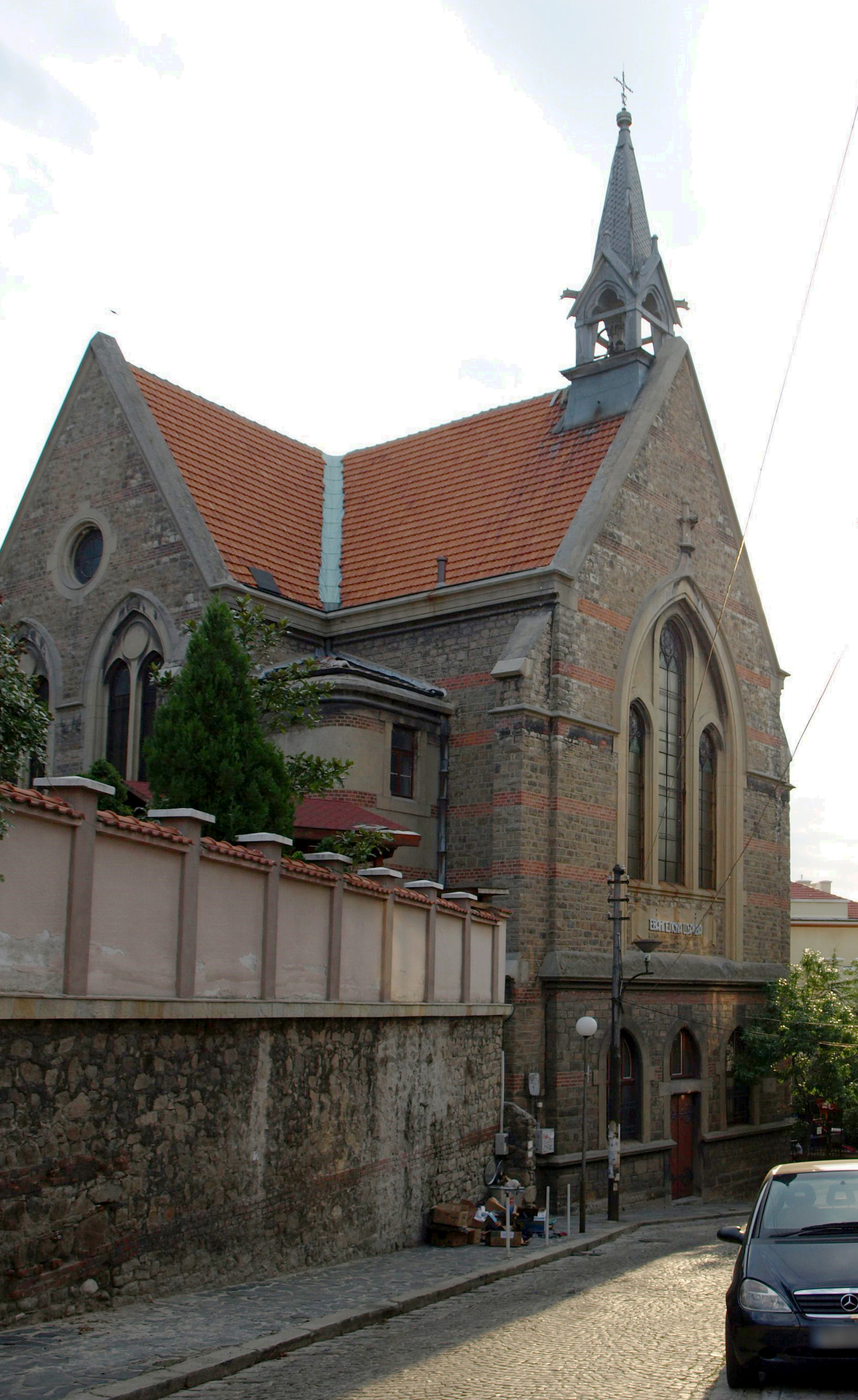
Evangelische Kirche in Plowdiw
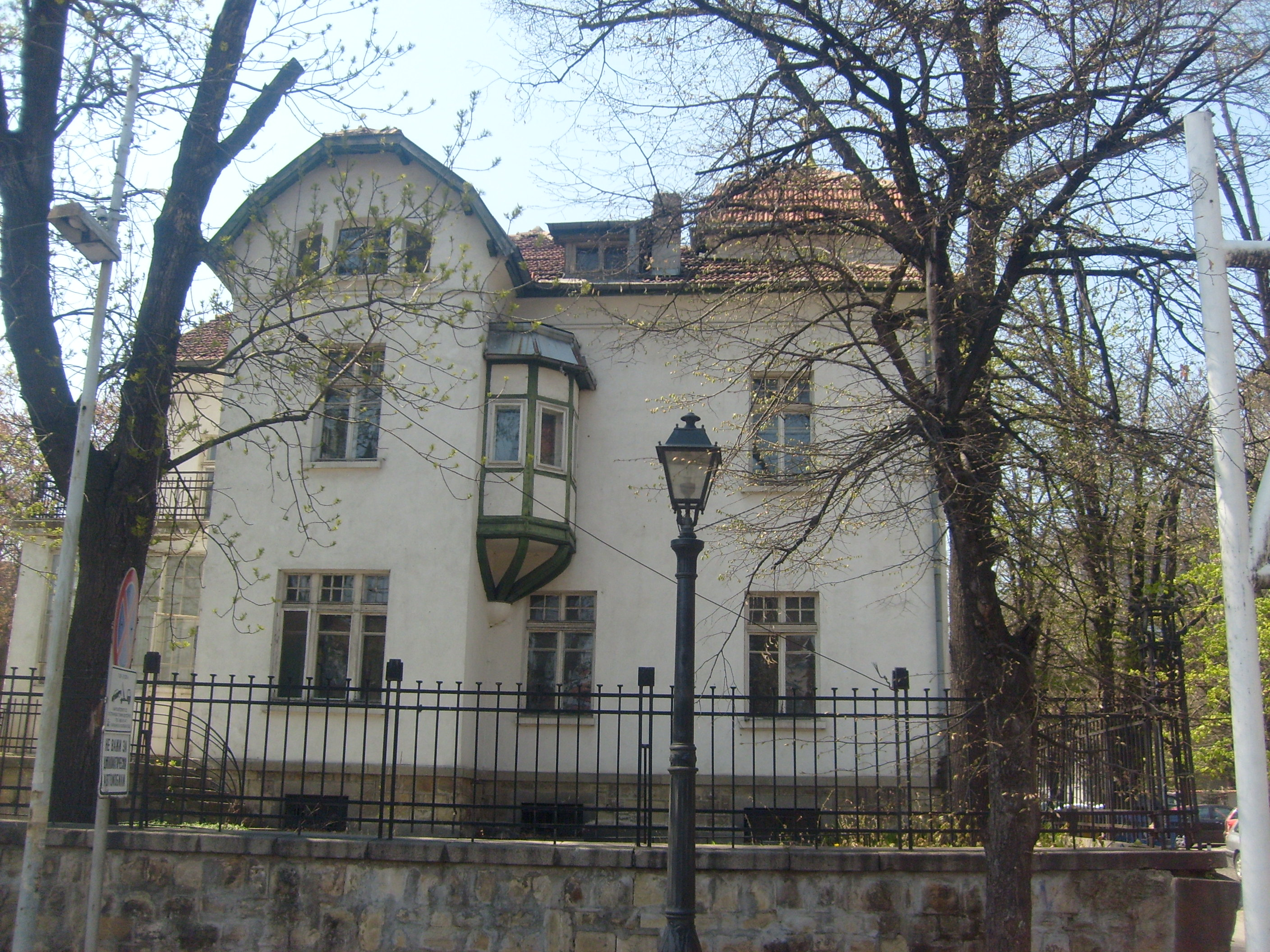
Fingows Haus in der Str. Schipka in Sofia
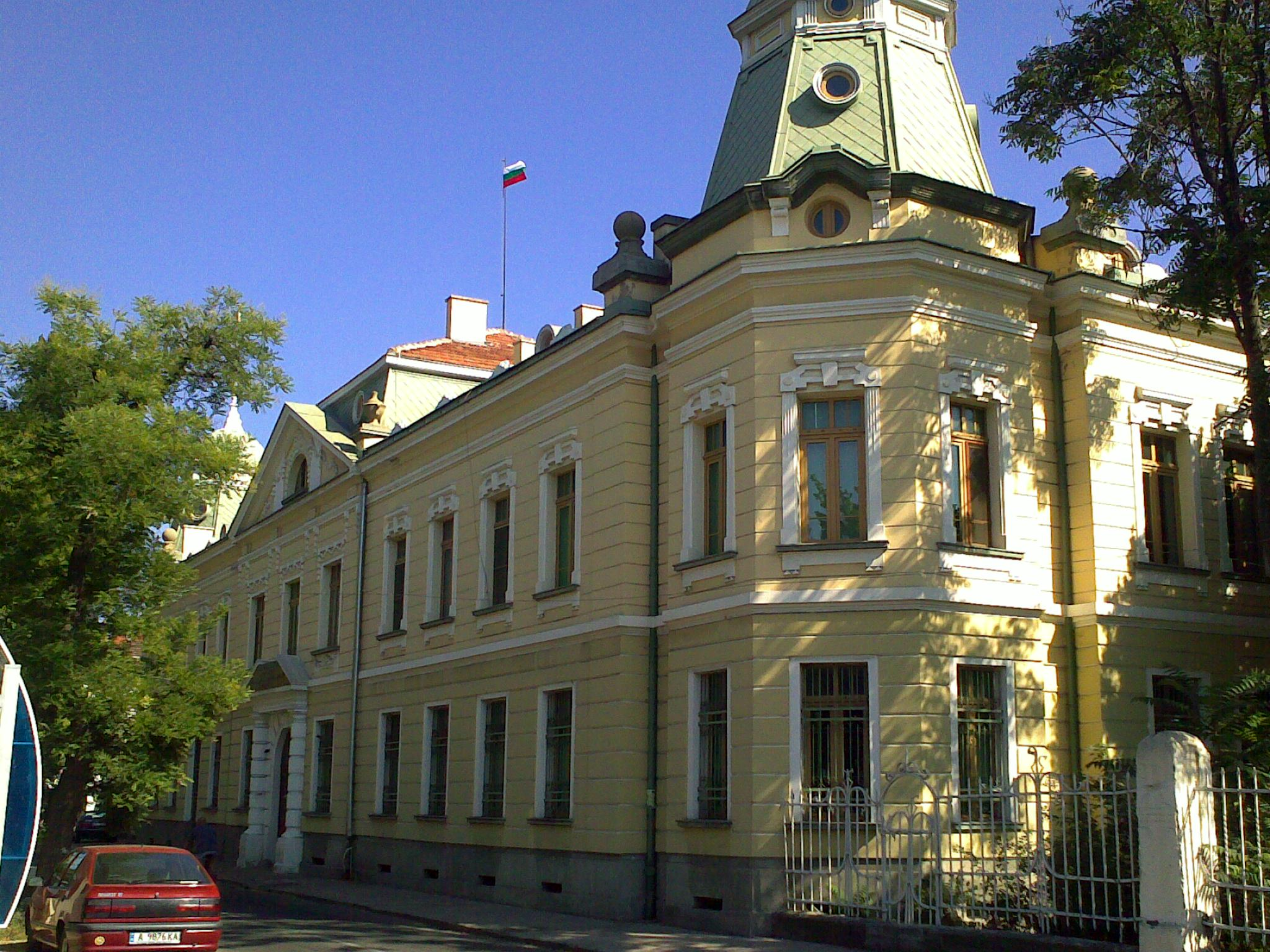
Zollamt und Hafenverwaltung in Burgas